# 김선규 (1952년)
김선규(1952년 8월 17일 -)은 대한민국의 기업인으로 보령시 출생이다. 명지대학교 경영학과를 졸업하고 현대도시개발 대표이사 사장, 공기업 대한주택보증 사장을 역임했다.

## 경력
- 2021.12~ 호반그룹 회장
- 호반그룹 총괄회장
- 2015~ 명지대학교 경영대학 경영학과 석좌교수
- 2012.01~2015.01 대한주택보증(주택도시보증공사) 사장
- 2009 현대도시개발 대표이사 사장
- 2006~2009 현대건설 영업본부 본부장, 부사장
- 2004~2006 현대건설 관리본부 본부장, 전무
- 2001~2004 현대건설 홍콩지사 지사장
- 1977 현대건설  입사

## 수상
- 2014 한국경제를 빛낸 인물
- 2014 제16회 대한민국브랜드대상에서 산업통상자원부 장관상
- 2014 자랑스러운 명지인 수상
- 2013 포브스 최고경영자 대상
- 2006 제2회 해외건설 플랜트의 날 금탑산업훈장

## 참조
- 대한주택보증 김선규 사장, '한국 경제를 빛낸 인물' 선정
- 주택보증 새 사장에 김선규 전 현대건설 부사장 임명
- 민간출신 CEO 3년차 김선규 대한주택보증 사장